# Jörg Dobritz
Jörg Dobritz (* 30. Juli 1966) war Fußballspieler in der DDR-Oberliga, der höchsten Spielklasse des DDR-Fußballverbandes. Dort spielte er für den 1. FC Magdeburg und Stahl Eisenhüttenstadt.

## Sportliche Laufbahn
In den Nachwuchsmannschaften der kleinen Magdeburger Betriebssportgemeinschaft Motor Süd begann Dobritz' Fußball-Laufbahn, ehe er im Sommer 1985 zum Magdeburger Spitzenklub 1. FC Magdeburg wechselte. Zuvor hatte er seine Berufsausbildung zum Anlagenmonteur mit Abitur abgeschlossen. Zur Saison 1986/87 wurde der 1,81 m große Abwehrspieler in das Oberliga-Aufgebot des Klubs aufgenommen, bestritt für die 1. Mannschaft jedoch nur zwei Punktspiele. In der Oberliga debütierte der damals 20-jährige Fußballer am 11. April 1987 bei der 1:2-Auswärtsniederlage gegen den FC Carl Zeiss Jena. In der anschließenden Spielzeit kam Dobritz nur in fünf Oberligaspielen zum Einsatz. In der Hinserie der Saison 1988/89 wurde Dobritz zwar in den ersten sieben Oberliga-Punktspielen eingesetzt, war bis auf den 1. Spieltag aber stets nur Wechselspieler und kam im Schnitt nur auf 43 Minuten pro Spiel. Daraufhin war das Projekt Dobritz beim FCM praktisch beendet und er durfte im Oktober 1988 zur zweitklassigen BSG Motor Schönebeck wechseln, wo bereits sein ehemaliger Mannschaftskamerad Wolfgang Steinbach spielte.
Bereits im folgenden Sommer wechselte Dobritz erneut – diesmal zum Oberligaaufsteiger Stahl Eisenhüttenstadt. Doch auch dort zeigte sich Dobritz der Eliteklasse nicht gewachsen. Erst am 11. Spieltag wurde er erstmals in der Oberligamannschaft der Eisenhüttenstädter eingesetzt, im Laufe der Saison 1989/90 kam er nur auf elf Oberligaeinsätze. Anschließend kehrte Dobritz wieder zum 1. FC Magdeburg zurück. Der spielte in letzten eigenständigen Saison des ostdeutschen Erstligafußballs in der NOFV-Oberliga, in der sich die Mannschaften im Rahmen der Einführung des DFB-Spielbetriebes auch auf dem Gebiet der früheren DDR für die 1. oder 2. Bundesliga qualifizieren konnten – oder den Weg in die drittklassige Amateur-Oberliga gehen mussten. Dobritz absolvierte acht Punktspiele und der 1. FCM schaffte weder den Sprung direkt den Sprung in den Profifußball noch über die Relegation jenen in Liga 2. Von den vier Europapokalspielen der Magdeburger im UEFA-Cup 1990/91 bestritt Dobritz die beiden Partien gegen Girodins Bordeaux. Ende 1991 schied Dobritz beim FCM aus. Über seine weitere Laufbahn als Fußballer ist nichts mehr bekannt.